# Густаво Запата
Густаво Запата (15. октобар 1967) бивши је аргентински фудбалер, сада ради као тренер.

## Каријера
Током каријере је играо за Теперлеј, Ривер Плејт, Јокохаму маринос, Сан Лоренцо и Чакариту јуниорс. Као тренер радио је у Нуеви Чикаго, Ланусу, Росарио Сентралу, Аргентинос јуниорсу, Ривер Плејту, Индепендијенте Ривадавији, Расингу и Алмерији, а тренутно ради као помоћни тренер у Тигреу.

## Репрезентација
За репрезентацију Аргентине дебитовао је 1991. године. За тај тим је одиграо 27 утакмица.

## Статистика
| Аргентина | Аргентина | Аргентина |
| Година    | Наступи   | Голови    |
| --------- | --------- | --------- |
| 1991.     | 4         | 0         |
| 1992.     | 0         | 0         |
| 1993.     | 14        | 0         |
| 1994.     | 0         | 0         |
| 1995.     | 0         | 0         |
| 1996.     | 0         | 0         |
| 1997.     | 7         | 0         |
| 1998.     | 2         | 0         |
| Укупно    | 27        | 0         |